# Ivo Andrić
Ivan Ivo Andrić (Travnik, 9. listopada 1892. − Beograd, 13. ožujka 1975.) bosanskohercegovački, hrvatski i srpski književnik te diplomat iz Bosne i Hercegovine, dobitnik Nobelove nagrade za književnost 1961. godine.

## Životopis
Rodio se u Travniku, u hrvatskoj obitelji Antuna Andrića, sudskoga podvornika i Katarine Pejić. Mjesec dana po rođenju, dana 9. studenog 1892. godine, u Crkvi sv. Ivana Krstitelja u rodnom mjestu kršten je u katolika. U dobi od dvije godine ostaje bez oca i uskoro se s majkom seli u Višegrad kod očeve sestre Ane i njezinog muža Ivana Matkovšika, graničnog policajca. Nakon završene osnovne škole upisuje sarajevsku Veliku gimnaziju, najstariju bosanskohercegovačku srednju školu. Dobivši stipendiju hrvatskoga kulturno-prosvjetnog društva Napredak, Andrić 1912. godine započinje studije na Mudroslovnom fakultetu Kraljevskog sveučilišta u Zagrebu. Kasnije studira u Beču i Krakovu (1913. – 1914.).
Andrić se kao sarajevski gimnazijalac kretao u društvu omladinaca iz buntovničke udružbe Mlade Bosne, a kao zagrebački student upoznao je Matoša, i premda se nije svrstao u krug matoševaca, Matoševu smrt komemorirao je predavanjem u Klubu hrvatskih studenata Zvonimir u Beču (Vihor, 1914.). 
Početkom mjeseca listopada 1919. godine, uz pomoć Tugomira Alaupovića, počinje raditi kao službenik u Ministarstvu vjera u Beogradu. Upoznaje druge književnike i prijateljuje s Milošom Crnjanskim, Stanislavom Vinaverom, Simom Pandurovićem, Sibom Miličićem i drugim književnicima, koji se okupljaju oko kavane Moskva. Uskoro počinje njegova diplomatska karijera, dobio je službu u veleposlanstvu pri Državi Vatikanskoga Grada. Iste godine, izdavač Kugli objavljuje novu zbirku pjesama u prozi Nemiri, a nakladnik S. B. Cvijanović izdaje pripovijetku Put Alije Đerzeleza. U jesen 1921. godine, Andrić je postavljen za službenika u generalnom konzulatu u Bukureštu, a iste godine otpočinje suradnju sa Srpskim književnim glasnikom objavljujući priču Ćorkan i Švabica, koja se opravdano drži njegovim početkom okretanja tematici o Višegradu. Već 1922. godine prelazi u konzulat u Trstu i objavljuje još dvije pripovijetke Za logorovanja i Žena od slonove kosti, ciklus pjesama Šta sanjam i šta mi se događa i nekoliko književnih prikaza, a početkom 1923. godine on je vicekonzul u Grazu.
Poradi nesvršenoga studija i opasnosti gubitka službe u ministarstvu, upisuje u jesen 1923. godine Filozofski fakultet u Grazu, a mjeseca lipnja 1924. godine brani doktorsku disertaciju Razvoj duhovnog života u Bosni pod uticajem turske vladavine. Njegova doktorska disertacija, objavljena je u prijevodu 1982. godine, u prvom broju časopisa Sveske Zadužbine Ive Andrića. Iste, 1924. godine, objavljuje nekoliko važnijih pripovijedaka, koje se ubrajaju u njegova najpoznatija djela: Mustafa Madžar, Ljubav u kasabi, U musafirhani i Dan u Rimu.
Ivo se Andrić ponudio za suradnju i diplomaciji Nezavisne Države Hrvatske, ali je od namještenja odustao. Aleksandar Stipčević, povjesničar knjige i informacijske kulture, ocijenio je Andrićev elaborat o Albaniji iz 1939. godine riječima: ono što je Andrić predlagao savršeno se uklapalo u rasističke teorije koje su u to vrijeme bile u modi u nekim zemljama Europe, posebice u Hitlerovoj Njemačkoj, čiji je poklonik, inače, Andrić bio. Ta ocjena ne osvjetljava ponajljepšim svjetlom Andrićev politički profil.
Drugi svjetski rat proveo je povučeno u Beogradu. Bio je vijećnik Trećega zasjedanja ZAVNOBiH. Godine 1946. godine postao je prvi predsjednik Saveza književnika Jugoslavije. 
Tijekom godine 1946. živi u Beogradu i Sarajevu, a 22. ožujka 1948. postaje redovitim članom Srpske akademije nauka (SAN), razreda za književnost i jezike, te razreda likovnih i glazbenih umjetnosti. Te godine, među ostalim, objavljuje pripovijetke Zlostavljanje i Pismo iz 1920. godine. Sljedeće godine postaje članom Predsjedništva Narodne skupštine Narodne Republike Bosne i Hercegovine i objavljuje Priču o vezirovom slonu, nekoliko radova o Vuku Stefanoviću Karadžiću i Petru II. Petroviću Njegošu. 
Godine 1961. dobio je Nobelovu nagradu za književnost za cjelokupno životno djelo. Od te nagrade poklonio je Udruženju bosanskih biblioteka novčani iznos od 30 milijuna tadašnjih dinara. U svojoj odluci naveo je želju da svaka knjižnica iz ovih sredstava nabavi cjelokupna djela Tita, Kardelja, Rankovića i Moše Pijade. Osim toga, izrazio je i želju da se nabave publikacije "Vojnog dela" i izdanja Centralnoga komiteta Saveza komunista Jugoslavije.
Umro je u Beogradu 1975. godine. Pokopan je u Aleji zaslužnih građana grada Beograda. 

## Prijepori
Dokumenti iz Andrićevih studentskih dana svjedoče o njegovu hrvatstvu. Tako, slika prijavnice za upis u prvi semestar Filozofskoga (Mudroslovnog) fakulteta Sveučilišta u Zagrebu (desno), koju je Ivo Andrić kao dvadesetogodišnjak, vlastoručno potpisao u Zagrebu 14. listopada 1912. godine, svjedoči da mu je materinski jezik − hrvatski. Identično se izjasnio i prilikom upisa na Sveučilište u Krakovu u Poljskoj gdje piše da je katolički Hrvat iz Bosne. Isto tako i u svome prvome kritičarskome javljanju u časopisu Vihor, pišući o romanu hrvatskoga književnika Andrije Kovačevića Posljednji Nenadić (Matica hrvatska, Zagreb, 1913.), Andrić sebe svrstava u Hrvate: 
»... nama Hrvatima nepotrebna su ova nagvaždanja jer se nema šta tražiti od tih neinteresantnih Nenadića... koji se vuku kroz život kao prebijeni, a cio vijek im ispuni nekoliko lumperaja, tri ispita, dvije skupštine i jedna ljubav.«
Tijekom tog razdoblja on postaje i zagovornik ideje jugoslavenstva. Nakon nastanka zajedničke države Andrić se počinje identificirati sa Srbima i tu nacionalnu identifikaciju on će održati do kraja života. Skoro sav njegov opus, književna djela (osim nekoliko pripovjedaka objavljenih u ranoj mladosti i na početku književne djelatnosti) i velike romane pisao je ekavicom i srpskim jezikom (ili istočnom inačicom srpskohrvatskoga jezika). U osobnoj prepisci koristio je ćirilično pismo. Ipak godinama su se oko Andrića množile nejasnoće i kontroverze. Je li do promjene nacionalnoga identiteta došlo zbog ideoloških razloga ili zbog karijere pošto on uskoro postaje državni službenik (a potom i veleposlanik u Berlinu) Kraljevine Jugoslavije u kojoj dominira Srbija.
Kako ta kontroverzija nije riješena, dandanas ga i Bošnjaci, Hrvati i Srbi smatraju svojim piscem. Hrvati jer je rođen u hrvatskoj obitelji, a Srbi jer je preuzeo njihov nacionalni identitet. Bošnjaci ga smatraju bosanskim književnikom, te dijelom bosanske književnosti, jer je rođen, ali je i pisao o Bosni. 
Prema navodima Enesa Čengića, Miroslav Krleža je primio pismo Milana Bogdanovića u kome se navodi da je Ivo Andrić tražio od Milana Bogdanovića neka se iz enciklopedijskoga članka koji je 1952. godine napisao Milan Bogdanović briše dio uvoda u kome je naglašeno Andrićevo hrvatsko podrijetlo. Krleža je oštro odgovorio Bogdanoviću, te odredio brisanje podrijetla iz enciklopedijskoga članka. Ipak, Opća enciklopedija JLZ iz 1977. u članku dugom 49 redaka navodi kako Andrić produljuje tradiciju hrv. i srp. realističke pripovijetke.

### Interpretacija djela
Andrićevo djelo možemo podijeliti u nekoliko stilsko-tematskih cjelina.
Prva je faza, koju tvore lirika i pjesme u prozi ("Ex Ponto, "Nemiri"), obojena osobnim egzistencijalno-spiritualnim traganjem, što je dijelom i nastalo kao posljedak čitanja tekstova kršćanskoga egzistencijalista Kierkegaarda. Kritika je podijeljena mišljenja o dosezima tih ranih radova: dok srpski kritik Nikola Milošević u njima gleda vrhunac Andrićeva stvaralaštva, hrvatski polihistor, Andrićev zemljak iz srednje Bosne Tomislav Ladan drži da se radi o nevažnim plačljivim adolescentskim jadikovkama što odražavaju piščevu nezrelost i nemaju dublje ni univerzalnije vrijednosti – ni na jezičnom, ni estetskom, a najmanje spoznajnom ili mudrosnom polju.
Zastupljen sa šest pjesama u zborniku iz 1914. godine Društva hrvatskih književnika koji je uredio Julije Benešić Hrvatskoj mladoj lirici.
Druga faza, koja traje do Drugog svjetskoga rata, obilježena je Andrićevim okretanjem pripovjednoj prozi i, na jezičnom planu, postupnim prijelazom na srpsku ekavicu (što je u većem broju djela stvorilo čudnu mješavinu u kojoj narator piše srpski ekavski, a likovi – često fratri ili kršćanski i muslimanski puk iz srednje Bosne – govore nekim od hrvatskih/bošnjačkih ijekavskih ili ikavskih dijalekata). S jezične točke motrišta ta je faza različito ocjenjivana: većinski srpski kritičari smatrali su da je Andrićevo spisateljstvo od 30-ih godina nadalje (s vrhuncima u 40-im i 50-im) kontinuacija jezičnoga modela Vuka Karadžića s naglaskom na obogaćenome folklornom izrazu, pa je po njima Andrić umjetnički kodifikator "vukovskoga" folklornoga idioma – po nekim ocjenama zreli ostvaraj toga oblika jezika. Hrvatski se kritičari nisu podrobnije bavili Andrićevim jezičnim izričajem u zrelom razdoblju, no, nekolicina koja je o tom pisala zamijetila je piščevo čišćenje tekstova od "kroatizama" koji su mu se ipak, tu i tamo, ipak potkrali (unutarnji, vanjština,..). Također, implicite su se složili s ocjenom srpskih kritičara da Andrić u toj fazi nije u središnjoj struji hrvatske jezične kulture- ne samo zbog ekavice, nego još više poradi otklona od hrvatskoga jezičnoga purizma, novotvorenica i oblika sintaktičkih struktura. Ukratko – jezik Andrićev nasljeduje izričaj Stankovića i Novakovića, a ne, kao Krleža i Ladan, jezičnu tradiciju Šenoe i Šuleka. Glede umjetničkoga dosega, u većini je pripovjedaka je Andrić "našao sebe", pa je ta zrela faza među umjetnički najproduktivnijima, s ovećim korpusom najcjenjenijih priča. Ostvarene na tradiciji srpske realističke pripovijetke 19. i početka 20. stoljeća (Laza Lazarević, Petar Kočić, Borisav Stanković), te se Andrićeve pripovijesti odlikuju dojmljivom evokacijom atmosfere i izražavaju piščevu vizuru Bosne kao uklete zemlje sraza istoka i zapada, prezasićene konfesionalnim netrpeljivostima, strahovima i nasiljima i razdirane snažnim strastima - od erotskih do vlastohlepnih. Autor prikazuje likove na crti zolinskoga naturalizma: bez opisa interioriziranih svijesti i potencijala mijene osobnosti, glavni su Andrićevi likovi najčešće tjerani paralelogramom sila bioloških poriva i zlosilja orijentalnoga despotizma. Osobe su iz triju konfesija (katoličke, istočno-pravoslavne i muslimanske), dok se, tu i tamo, pojavljuju i sefardski Židovi, kao i useljenici iz doba austro-ugarske okupacije. Pripovijesti su locirane u različita vremena, iako su najčešće one iz 19. stoljeća i početka 20.
Posljednja, i u svijetu najpoznatija faza Andrićeva stvaralaštva obilježena je opsežnijim djelima. Romane Na Drini ćuprija i Travnička hronika napisao je tijekom samonametnute izolacije u od Nijemaca okupiranome Beogradu, dok su Gospođica i nedovršeni Omerpaša Latas ostali pomalo u sjeni navedenih romana. Kritici često svrstavaju među romane dulju pripovijest Prokleta avlija, koju mnogi poznavatelji drže vrhuncem Andrićeva pripovjedačkoga umijeća. Osim atipične Gospođice, koja je na crti balzakovskih studija monomanijakalnih likova u opisu škrtice Rajke Radaković i njene sterilne egzistencije, ostala su djela uronjena u bosansku sredinu (doduše, valja napomenuti da je i dio romana Gospođica središten u Bosni) i tradicionalnom kroničarskom naracijom tkaju ozračje bosanske "proklete zemlje" i njenih usudom sukobljenih vjerskocivilizacijskih zajednica, prikovanih nabojem netrpeljivosti i međuovisnosti. Ocjena Andrića-romanopisca daleko je od suglasja: po nekima je pisac, na zasadama franjevačkih ljetopisa i minucioznim, dojmljivim realističkim opažajima i elegičnom mudrošću protkanim pripovijedanjem uspio kreirati svijet "sraza civilizacija na rubu Europe" univerzalnoga opsega i dosega; po drugima je Andrić velik jedino u novelama i pripovijestima, dok se za njegove romane drži da su staromodna proza - vjerodostojna kao kronika, no umjetnički nedovoljno ostvarena na emocionalnom ili misaonom polju. 
Ivo je Andrić u svijetu uglavnom poznat po svoja dva romana, Na Drini ćuprija i Travnička hronika. U prvom je romanu junak Višegradski most kao protimbama nabijen simbol ljudske tvoračke snage i nerazorivosti pred silama vremena koje troše osobe, događaje, ustanke, političke sustave, ambicije i civilizacije; radnja mu se proteže u preko pet stoljeća i obiluje slikama brutalnosti istočnjačkoga despotizma i uzmicanja istoga pred nadirućim zapadom. Drugi roman, Travnička hronika, smješten je u srednju Bosnu u doba Napoleonove vlasti i glavni su mu likovi, uz domaće ljude, francuski i austrijski diplomati asignirani u konzulskom Travniku. Odlike Andrićeve pripovjedačke umjetnosti su smiren, "epičarski" ton i pristup, naglasak na tjelesnosti i determinizmu ljudskih poriva koji često potječu iz uljudbom oblikovanih silnica što tvore "karakter" - njegovi su likovi i prečesto paralelogram civilizacijsko-prostornovremenskih sila, locirani i uvjetovani društvenopovijesnim kontekstom, a sa zanemarivo malom dimenzijom unutarnje slobode i problematizacije moralnih konflikata. Pisac je u tom surječju prikazivač pasivne, receptivne svijesti nemoćne da se odupre snazi okoliša. Iako je često navođen utjecaj Kierkegaarda, Tomasa Manna i, dijelom, Dostojevskoga na Andrića (sam je autor bio književno veoma obrazovan), iz piščevih djela to nije vidljivo - kritika je ustanovila plodonosnije sveze sa srpskom književnom tradicijom, poglavito tekstovima Bore Stankovića, Kočića, i, još dalje u prošlost, Vuka Karadžića. 
Posljednje je Andrićevo (a po mnogima i najbolje) djelo postumno objelodanjena zbirka meditativnih zapisa Znakovi pored puta - testamentarni brevijar melankolije koji se može označiti kao zreli dovršetak dubleta mladenačkih knjiga o jadu življenja što ga tvore Ex Ponto i Nemiri. Ironija je da je ta, možda najbolja Andrićeva knjiga i vjerojatno njegov glavni zalog literarne "besmrtnosti" praktički neprevođena na strane jezike, a u srpskom čitateljskom krugu tek počinje dobivati kanonski status.

### Novi pogledi na Andrićeva djela
U razdoblju raspada druge Jugoslavije, a poglavito poslije 1991. godine, pojavili su se kritički tonovi koji do tada nisu mogli doći do izražaja zbog Andrićevog književnog statusa u Jugoslaviji kao državnoga pisca. To se prije svega odnosi na dva polja: prvo su emocijama nabijeni napadaji koji dolaze od strane bošnjačke inteligencije, i u kojima se Andrić ocjenjuje kao protumuslimanski bigot koji je, naglašeno je, detaljno opisivao muslimanska nasilja nad pravoslavnim kršćanima istodobno (tijekom 1942. godine) kad su četnici vršili veliki pokolj muslimanskoga življa u dolini Drine, a Andrić je za to znao. Detaljnom raščlambom Andrićeva djela, prije svega njegovih pripovijedaka, bošnjački kritičar Muhsin Rizvić dao je Andrićevom ljudskom i umjetničkom integritetu upravno razornu ocjenu. U tom je prikazu (kao i drugima posvećenima toj temi) Andriću ponajviše zamjereno stereotipno prikazivanje bosanskih muslimana koji su skoro u potpunosti okarakterizirani kao "istočnjački" element bez racionalnih dvojbi svojstvenih kršćanima, utonuo u senzualnost i duhovnu prazninu i podsvjesno tjeran na drastična nasilja i mržnju prema kršćanima kao neku vrstu kompenzacije zbog "grijeha" izdaje i prelaska na vjeru turskoga osvajača. Iako su takva uopćavanja problematična, ne može se zanijekati da u Andrićevom djelu bosanski muslimani ne figuriraju kao ličnosti nego kao likovi.
Drugi je prigovor vjerojatno ozbiljnije i dugoročno važnije naravi i cilja na precijenjenost Andrića kao pisca te na njegovu umjetničku zastarjelost i plošnost. Iz vizure hrvatske književnosti, Andrić ne može podnijeti usporedbu s modernističkim prozaistima (od Polića Kamova, Miroslava Krleže do Slobodana Novaka). U srpskoj je književnosti Andrić često apostrofiran kao "Srbin-katolik", tj. zbog ideoloških razloga, no srpska kritika dvoji koliko je Andrićeva tematika u matici srpske književnosti (nerijetko se Miloš Crnjanski ističe kao najznačajniji srpski pisac 20. stoljeća, a postmodernistički trendovi, od Danila Kiša do Milorada Pavića, isto nisu išli na ruku Andrićevoj reputaciji). I, naposljetku, bošnjačka kritika drži da je Ivo Andrić pisac slabijega zamaha i dosega od Mehmeda Meše Selimovića, koji sve više, u toj optici, poprima status središnjega bošnjačkoga, a i bosanskoga pisca. Andrić je uvijek više mitolog nego historik Bosne i bosanstva.

## Djela
Ivo Andrić je objavio veliki broj pripovijedaka, koje su zajedno s njegovim romanima i neobjavljenim pripovijetkama objedinjene i objavljene u njegovim Sabranima djelima 1963. godine. Sabrana djela su dopunjena 1977. godine i to danas čine sljedeće knjige:
- Ex Ponto, Nemiri i lirika
- Travnička hronika
- Znakovi
- Gospođica
- Omerpaša Latas
- Nemirna godina
- Na Drini ćuprija
- Prokleta avlija
- Kuća na osami
- Staze, lica, predeli
- Znakovi pod puta
- Istorija i legende
- Žeđ
- Deca
- Jelena, žena koje nema
- Umetnik i njegovo delo

## Nagrade, odličja, priznanja i ostalo

### Nagrade
(popis nepotpun)
- Nagrada Komiteta za kulturu Vlade FNR Jugoslavije, za roman Na Drini ćuprija (1946.) i za Nove pripovetke (1949.)[1]
- Nagrada izdavačkog poduzeća Svjetlost, za Travničku hroniku (1954.)[1]
- Nagrada Saveza književnika Jugoslavije, za Prokletu Avliju (1954.)[1]
- Povelja Saveza književnika Jugoslavije i Udruženja izdavačkih poduzeća i organizacija Jugoslavije, za životno djelo, (koncem[22] 1956.)[1][27]
- Nobelova nagrada za književnost, 1961.[27]
- Nagrada Antifašističkoga vijeća narodnoga oslobođenja Jugoslavije, 1967.[27]
- Dvadesetsedmojulska nagrada, Socijalistička Republika Bosna i Hercegovina, za životno djelo, 1970.[28]
- Vukova nagrada, 1972.,[29] Kulturno-prosvetna zajednica Srbije; nagradu mu je predao Pavle Savić.[29]

### Odličja
(popis nepotpun)
- Orden časnika obnovljene Poljske (1926.)[30]
- Orden Crvenog križa (1936.)[30]
- Orden velikoga zapovjednika obnovljene Poljske (lat. Polonia Restituta)[31] (1937.[30])
- Veliki časnik Legije časti,[31] 1937.[30]
- Veliki križ Reda njemačkoga orla (njem. Großkreuz des Deutschen Adlerordens),[32][33] za vrijeme posjeta Konstantina von Neuratha Beogradu, mjeseca lipnja 1937.
- Orden svetog Save I. reda (1938.)[30]
- Orden zasluge za narod I. reda[27] (Prezidij Narodne skupštine Federativne Narodne Republike Jugoslavije za izvanredne zasluge na kulturnom polju, 1952.)
- Orden Republike sa zlatnim vijencem[27] (9. listopada 1962.)
- Orden junaka socijalističkoga rada[27] (10.[28] listopada 1972.[28]). Orden mu je uručio Ratomir Dugonjić.[29]

### Počasni doktorati
- Sveučilište u Sarajevu, 1962.[1]
- Sveučilište u Krakovu, 1964.[1]
- Sveučilište u Beogradu, 1972.[1]

### Priznanja
(popis nepotpun)
- Zlatna plaketa grada Kruševca, 18. kolovoza 1971.[28]
- Zlatna spomen-plaketa grada Beograda, 8. listopada 1972.[28]
- Zlatna plaketa grada Mostara, 1973.[28]

### Članstva u akademijama
(popis nepotpun)
- dopisni član Srpske kraljevske akademije, 18.[28] veljače 1926.[1]
- redoviti član Srpske kraljevske akademije, 1939.[1]
- redoviti član Srpske akademije nauka (SAN), 1946.[1]
- dopisni član Jugoslavenske akademije znanosti i umjetnosti (JAZU), 1951.[1]
- dopisni član Slovenske akademije znanosti i umjetnosti (SAZU),[1][28] 1953.[28]
- počasni član Akademije znanosti i umjetnosti Bosne i Hercegovine (ANUBiH), 1969.[1]

### Članstva u političkim organizacijama
(popis nepotpun)
Iako u početku nije bio članom Komunističke partije Jugoslavije, bio je pozivan na važne sastanke, te je 22. srpnja 1948. govorio na Petom kongresu KPJ, značajnom jer se održao nedugo nakon Rezolucije Informbiroa o stanju u KPJ. Postao je članom Saveza komunista Jugoslavije 1954. godine. Također je bio i članom Saveznoga odbora Socijalističkoga saveza radnoga naroda Jugoslavije.

## Napomena
- U nekim izvorima spominje se da je Ivo Andrić rođen mjestu Dolac kod Travnika.[22]

## Vanjske poveznice
- Tko ima pravo. Spor oko nobelovca dug 36 godina: Je li Ivo Andrić Hrvat ili Srbin? Odlučit će sud  Arhivirana inačica izvorne stranice od 11. prosinca 2011. (Wayback Machine)
- (engl.) Ivo Andrić  Arhivirana inačica izvorne stranice od 3. siječnja 2019. (Wayback Machine)

|  | Zajednički poslužitelj ima stranicu o temi Ivo Andrić    |
|  | Zajednički poslužitelj ima još gradiva o temi Ivo Andrić |
|  | Wikizvor ima izvorni tekst O priči i pričanju            |
|  | Wikizvor ima izvorna djela autora: Ivo Andrić            |
|  | Wječnik ima rječničku natuknicu Andrić                   |
|  | Wikicitati imaju zbirke citata o temi Ivo Andrić         |

- Memorijalni muzej – kuća Ive Andrića  Arhivirana inačica izvorne stranice od 31. kolovoza 2011. (Wayback Machine) u Travniku